# Gordon Matta-Clark
Gordon Matta-Clark (22 juin 1943 – 27 août 1978) est un artiste américain connu pour ses œuvres sur site réalisées dans les années 1970. Il est célèbre pour ses « coupes de bâtiment », une série de travaux dans des bâtiments abandonnés dans lesquels il a enlevé des morceaux de planchers, de plafonds, et de murs et notamment Conical Intersect (Biennale de Paris, 1975) : une percée architecturée dans le vif d'un immeuble rue Beaubourg, à la fois en face du Centre Georges Pompidou en construction et de l'appartement de Ghislain Mollet-Viéville.

## Biographie
Il est le frère jumeau de John Sebastian Matta, dit Batan, fils d'Anne Clark et du peintre Roberto Matta. En 1962, Gordon Matta commence des études d'architecture à l'université Cornell, à Ithaca, dans l'état de New York. Mais il quitte l'école d'architecture pour un an, en 1963, pour étudier la littérature française à la Sorbonne, à Paris. C'est à Paris qu'il a pris connaissance des philosophes français déconstructivistes et des situationnistes. Ces radicaux culturels et politiques ont développé le concept du détournement, ou « la réutilisation d'éléments artistiques préexistants dans un nouvel arrangement ». Ces concepts alimenteront son travail plus tard.
C'est en 1968 qu'il termine ses études et réalise sa première œuvre Rope Bridge. En février 1969, Gordon Matta-Clark, qui habitait à Ithaca, fut invité pour venir voir l'exposition Earth Art, organisée par Willoughby Sharp sur une proposition de Tom Leavitt, qui eut lieu au Andrew Dickson White Museum of Art, de l'université Cornell, à Ithaca, dans l'État de New York. Sharp a alors encouragé Gordon à déménager à New York.
Gordon Matta-Clark aida Dennis Oppenheim à exécuter les deux projets de celui-ci pour l'exposition : Beebe Lake City et Gallery Transplant. Il y rencontra d'autres artistes, dont Robert Smithson. Il se rend à New York et loue un appartement, Chrystie Street, près de la Bowery. Willoughby Sharp continue alors de le présenter au monde de l'art New-Yorkais.
En octobre 1970, il participe à la première exposition de l'espace artistique alternatif du 112 Greene Street à SoHo, New York, dans lequel il sera actif pendant 4 ans. Dans ce lieu, il participe également en 1974 à Anarchitecture, une exposition marquante de la scène alternative new-yorkaise des années 70, qui remet en cause les principes de l'architecture moderniste hérités de Le Corbusier.
En 1971, la danseuse et photographe Carol Goodden et lui fondent Food, à SoHo, New York, un restaurant géré par des artistes. Le premier de la sorte à SoHo, Food est devenu très connu parmi les artistes et était un lieu de rendez-vous central pour des groupes tels que Philip Glass Ensemble, Mabou Mines, et les danseurs de Grand Union (en). Ce n'est que cette année qu'il décide d'ajouter le nom de famille de sa mère, Clark, à son nom, afin de séparer son identité de celle de son père.
C'est également en 1971, que Gordon Matta-Clark est accepté pour la Biennale de São Paulo mais il boycotte cette exposition en signe de protestation contre le gouvernement militaire répressif au Brésil. À partir de 1973 il voyage un peu partout en Europe : Italie, Allemagne (notamment Berlin), France. Jusqu'à la mort de son frère jumeau, John Sebastian Matta, en 1976.
Il commence le projet A Ressource Center and Environmental Youth Program for Loisada (Centre de Ressources et de Programme Écologiste pour la Jeunesse de Loisada) dans le Lower East Side de New York.
Sa dernière œuvre finie est celle qu'il réalise en février 1978 au Museum of Contemporary Art de Chicago et qui s'intitule Circus-Caribbean Orange.
Gordon Matta-Clark meurt le 27 août 1978 d'un cancer.

## Œuvres
Gordon Matta-Clark est célèbre pour ses  Building Cuts qui changent la perception du bâtiment et de son environnement proche. Ces découpes de bâtiments se faisaient la plupart du temps sur des immeubles ou maisons abandonnées (par exemple, une maison est coupée en deux verticalement).
Matta-Clark utilisait un grand nombre de médias pour garder trace de son travail de découpe : le film, la vidéo, et la photographie. Mais ces médias qu'il utilisait lui servaient également à produire des œuvres à part entière. Tel Open House (1972), film retraçant l'installation, à New York, d'un container divisé en son intérieur par trois corridors qui desservaient différentes pièces à ouvertures alternées. Sauna View 1-2 est une vidéo montrant des amis de Gordon Matta-Clark dans un sauna, par la suite il fit une coupe du sauna afin de révéler la structure du mur.
Son travail comprend des performances et du recyclage, des travaux sur l'espace et la texture, et ses "coupes de bâtiment". Gordon Matta -Clark parle également d'opérations alimentaires ou culinaires qu'il applique à ses œuvres, ces opérations sont au nombre de trois :
- Sélection : Les ingrédients dans leurs formes naturelles.
- Préparation : Chaque substance est cuite, mélangée, trempée, passant par diverses modifications.
- Cuisson : La flamme, le temps et les éléments.
L'intérêt que portait Gordon Matta-Clark à la cuisine et à l'alchimie comme activités créatrices se retrouve pleinement dans une pièce évolutive du nom de Agar qui était une accumulation d'éléments métalliques, minéraux et organiques (suivant le procédé culinaire de Gordon Matta-Clarck énoncé ci-dessus).
Le dessin faisait aussi partie de son travail, et pouvait être lié ou non à l'architecture. Réalisé au feutre, à l'encre, au crayon, ou en mélangeant certains de ces outils, ayant comme support des feuilles de papier. Les prises de vues photographiques, les vidéos et les de film lors de ces coupes de bâtiments sur des immeubles ou maisons abandonnées permettaient à Gordon Matta-Clark de tirer de son travail de sculpture d'autres supports d'expression.
Certains éléments prélevés lors de coupes de bâtiments faisaient partie de ses expositions et étaient présentés en installations.
L'œuvre de Matta-Clark Museum, exposée à la Klaus Kertess' Bykert Gallery, fut répertoriée et illustrée aux pages 4-5 du numéro 1 de la revue Avalanche (automne 1970).
Le musée du Jeu de Paume lui consacre une rétrospective intitulée  "Anarchitecte " et réunissant près d’une centaine d’œuvres, du 5 juin 2018 au 23 septembre 2018.

## Influences sur les artistes contemporains
Les « coupes » de Matta-Clark ont inspiré, entre d'autres artistes contemporains, Brian Jungen, de Colombie-Britannique au Canada. Jungen réutilise les marchandises provenant du marché de consommation mondialisé et les transforme en objets qui évoquent la tradition culturelle des indiens Danezaa, comme dans sa série Prototypes of New Understanding.
La fascination de Matta-Clark pour les sous-sols et ses percements ont également inspiré les performances de l'artiste belge Danny Devos dans sa pièce Diggin' for Gordon : Devos creuse un trou à un endroit secret. L'œuvre n'est visible que par l'intermédiaire d'une webcam.
Les interventions publiques de Matta-Clark telles que ses « coupes » peuvent être vues comme annonciatrices des Street installation. L'artiste américain Cristopher Cichocki  qui produit des œuvres publiques sans autorisation dans des sites d'abandon urbain, reconnaît que Matta-Clark est l'une de ses influences principales.

## Citations
« Ce qui est déterminant, c’est le degré auquel mon intention est capable de transformer la structure en un acte de communication. »
« Penser entre le centre et le bord des choses. Cela a été en quelque sorte l’une de mes constantes préoccupations, une partie de la dialectique entre l’intérieur et l’extérieur. »
« J’aime un terme qu’on utilise quand on parle de Walter Benjamin, Marxist Hermeneutics. Ces mots m’aident dans l’élaboration de mes activités qui combinent la sphère herméneutique, qui est centrée sur elle-même, et l’interprétation de la dialectique matérielle d’un environnement réel. Cette activité prend la forme d’un geste théâtral qui tranche l’espace structurel. »
"Pourquoi accrocher des choses à un mur, alors que le mur lui-même est beaucoup plus stimulant?"

## Filmographie
Tous les films sont en 16 mm.
- 1971 : Tree dance, 9 min
- 1971 : Fire Child, 9 min
- 1972 : Open House, 41 min
- 1972 : Fresh Kill, 13 min
- 1973 : Food, 47 min
- 1973 : Clockshower, 13 min
- 1974 : Splitting, Bingo/Ninths, 24 min
- 1975 : Day's End, 23 min
- 1975 : Conical Intersect, 19 min
- 1976 : Substrait Undergroud dailies, 30 min
- 1976 : City Slivers, 15 min
- 1977 : Sous-sol de Paris, 19 min
- 1977 : Office Baroque avec Eric Convents et Roger Steylaerts, 44 min

## Expositions
- En chantier : les collections du CCA, 1989-1999, Centre canadien d'architecture, Montréal (1999-2000)
- sortis du cadre : price rossi stirling + matta-clark, Centre Canadien d'Architecture, Montréal (2003-2004)
- Mur absent : évocation du Garbage Wall (1970) de Gordon Matta-Clark, Centre Canadien d'Architecture, Montréal (2004)
- Nouvelles entrées, Centre canadien d'architecture, Montréal (2008)
- Gordon Matta-Clark «Food», MAMCO, Genève (2017-2018)
- Gordon Matta-Clark « Anarchitecte », Jeu de Paume, Paris (2018)
- Pensée matérielle : Gordon Matta-Clark revu par Yann Chateigné, Centre canadien d'architecture, Montréal (2019)
- Chutes et premiers montages : Gordon Matta-Clark revu par Hila Peleg, Centre canadien d'architecture, Montréal (2019-2020)
- Ligne de fuite : Gordon Matta-Clark revu par Kitty Scott, Centre canadien d'architecture, Montréal (2020)